# René Rebetez
René Rebetez Cortés (Subachoque, 1933-Isla de Providencia, 1999) fue un escritor de ciencia ficción y Literatura fantástica y cineasta colombiano.

## Biografía
Hijo de un relojero suizo y Lucrecia, una pintora y maestra de pintura colombiana. Su padre fallece cuando cuenta cuatro años de edad, por lo que madre e hijo se mudan a la ciudad de Bogotá, a casa de su abuelo, el escultor Dionisio Cortés. Ya en esa época, goza con la lectura de Salgari, Stevenson, Dickens y Julio Verne. El artista Juan Carlos Moyano nos habla de su infancia:
Antes de viajar a Suiza, Rebetez fue testigo del Bogotazo. Su memoria atrapa las resonancias de aquella tarde de incendios y cadáveres, como si fuera una película atroz. Los incendios y las detonaciones llenan sus recuerdos. El 9 de abril de 1948 vagó por las calles, perdido, presenciando las visiones apocalípticas de una ciudad en llamas, como en una pesadilla. Por ese entonces era un rebelde que había tenido que salir del Liceo de Cervantes, donde conoció a un amigo mayor que él, guía del grupo de scouts: Camilo Torres Restrepo, un joven que luego sería sacerdote y guerrillero, símbolo de una insurgencia romántica que intentaba transformar la historia del país y del continente. A Rebetez lo recibieron en el colegio de San Bartolomé, pero ese mismo año lo echaron, antes de los exámenes finales. Era un excelente estudiante, pero su actitud transgresora siempre lo ponía en la picota de los prefectos
A los 16 años, toma un barco en el puerto de Buenaventura y viaja a Ginebra y otras ciudades de Suiza, donde comienza a escribir poesía. Allí entra en contacto con la familia de su padre, presta el servicio militar y estudia ciencias económicas en la Universidad de Ginebra, profesión que nunca ejercería. Cada vez que podía, viajaba a París, donde escribía, hacía traducciones y formaba parte de la bohemia del Barrio Latino. Dice el mismo Rebetez:
Una noche de invierno, en un hotel sin calefacción, andaba cumpliendo con el ritual del escritor. Por la ventana veo que mis amigos están en el jolgorio, con muchachas y con vino, defendiéndose del frío y del aburrimiento. Sentí que estaba perdiendo el tiempo y que la vida se me escapaba. De inmediato bajé y me uní a la juerga, tal vez para siempre, porque nunca he querido volver a subir al cuarto frío de una escritura ajena a la dinámica de la vida. Me zambullí como en una gran copa de champaña, en un mar de estrépitos y fragancias. Por eso jamás pude llevar la rutina de un intelectual y mis lecturas nunca tuvieron una disciplina demasiado rigurosa. Escribir y leer tenían que ser placeres. Hay escritores que interponen un escritorio o una biblioteca entre ellos y la vida. Yo tomé el camino del regocijo. Escribir era parte del viaje y yo me estaba asumiendo como viajero... Creo que hemos especulado mucho y vivido poco y eso ha dado como consecuencia una cultura intelectual divergente de la realidad. Si un escritor no tiene vivencias puede ser un gran peligro, no solamente para él, sino también para los demás.
A los 23 años vuelve a Colombia, donde se dedica a fabricar quesos y luego a vender suscripciones de la revista Visión. Esta labor le permite acceder a ciertas esferas de poder:
Conocía a mucha gente culta, intercambiaba ideas, información, controversia y seguía escribiendo de manera independiente. Luego, a los pocos meses, era gerente de Visión en Colombia, tenía un estrecho contacto con la casa matriz en México y era uno de los corresponsales. Comencé a escribir para un par de revistas internacionales y a manejar cierta capacidad de movimiento. Más adelante Visión compró la revista Semana, que presidía Alberto Lleras, y resulté gerenciando a trasmano ambas publicaciones. Tuve un punto de vista para apreciar la realidad del país. La clase dirigente me decepcionó por completo. Desde entonces -y mucho antes- la corrupción, la mezquindad y la torpeza eran las asesoras del poder. Por otra parte, establecí relación con figuras ilustres, valiosas, gratas a la memoria: Ramiro de la Espriella, Jorge Child, Ómar Rayo, Jorge Gaitán Durán.
Tras haber alcanzado esta posición, Rebetez renuncia a ella. Escribe poemas de corte revolucionario; se hace amigo de los nadaístas; Camilo Torres lo guía hacia la insurgencia; termina viajando a Cuba, en donde brinda apoyo a la Revolución Cubana. Conoce al Che Guevara y entra en contacto con la santería:
Las expresiones antiguas de los pueblos siempre me han atraído. Las estudiaba como un asunto antropológico, pero el contacto directo me cambió algunos criterios. Luego, el estructuralismo de Levi Strauss me ayudó a comprender lo que inicialmente habían sido intuiciones... Ni alienación, ni museo vivo: simplemente rastro de lenguajes esenciales que la civilización ha olvidado. La santería es una raíz metida con el corazón del pueblo cubano y los dirigentes, a pesar del revestimiento renovador, tenían una visión estúpida, plana, sin profundidad; no se habían liberado del punto de vista del colonizador... El negro, el indígena, el hombre antiguo encarnan conceptos que no coinciden con la mentalidad occidental, pero eso no puede dar pábulo para descartar herencias que pertenecen a la composición natural de nuestras raíces. Las razones de Occidente son unilaterales. Una razón universal debe tener en cuenta la diversidad cultural y el valor de los orígenes.
En su viaje de regreso a Colombia, el avión hace escala en México, en donde Rebetez decide quedarse. Allí, estudia restauración de arte colonial y trabaja en una galería de arte. Con sus conocimientos de arqueología, emprende una búsqueda de tesoros arqueológicos, negocia con traficantes de objetos precolombinos, y, al igual que en Cuba, conoce a fondo el pasado aborigen del país. En México, lee a Bradbury, Sturgeon, Asimov, Lovecraft, Huxley, Arthur C. Clarke, y comienza a escribir cuentos de ciencia ficción. En 1964, publica su primer libro de cuentos y poemas: Los ojos de la clepsidra. Durante esos años, tiene contactos con Carlos Monsiváis, Arturo Ripstein, Efraín Huerta, Vicente Leñero, Juan José Arreola, Juan Rulfo, José Luis Cuevas, Salvador Elizondo, Jorge Portilla y, principalmente, con Alejandro Jodorowsky, con quien realizaría varios proyectos en conjunto. El más destacado de ellos sería la revista Crononauta, la primera publicación latinoamericana dedicada a la ciencia ficción. En 1966, escribe el que puede considerarse el primer ensayo colombiano sobre ciencia ficción, titulado Ciencia ficción: Cuarta dimensión de la literatura. En 1967, publica La nueva prehistoria, que circula poco en Colombia y no es bien recibido por la crítica.
En esta época, escribe historias que van a parar a los experimentos del nuevo cine mexicano. A comienzos de los 70s, establece una pequeña compañía cinematográfica y trabaja como productor de cine. De su experiencia en el cine dice Moyano:
Rebetez se lanza a filmar una película que es documental y argumental al mismo tiempo, en busca de la terra incognita de las iniciaciones mágicas en los ritos de mazatecos, en las celebraciones que perviven en la península de Yucatán, en las ceremonias de vudú entre los haitianos, en los misterios del yagé entre los indígenas del río Pirá-Paraná, en las entrañas amazónicas, en el territorio del Vaupés y en las proporciones alteradas de los rituales urbanos que habían emergido de modo insólito entre los jóvenes de los años sesenta, al ritmo de ácido lisérgico y psicotrópicos profundamente reveladores. El título de la película es La magia y tiene como pretexto fragmentos elegidos del Popol Vuh, el libro sagrado de los mayas. Grabados quedaron en esta película los cantos de María Sabina y de su hija María Polonia, al igual que los trances extáticos de brujos y chamanes, en una producción que demoró más de dos años de laboriosa dedicación.
Hay mucho de mística, esoterismo y pseudociencia en la obra de Rebetez, lo que en su visión relativista son expresiones tan válidas como las de la ciencia moderna. Edita libros pseudocientíficos tales como su versión del Tarot de Acuario y su versión del I Ching. Estudia la obra de Gurdjieff. Tras un simposio de filosofía budista, permanece en Japón durante un año, tras el cual traduce y prologa el tratado de zen llamado El Libro del Dragón. Recorre los Estados Unidos, donde entra en contacto con derviches iraníes.
Nuevamente, en un viaje de regreso a Colombia, hace escala en la Isla de Providencia, donde viviría sus últimos catorce años y donde escribe los libros Ellos le llaman amanecer y otros relatos y Cuentos de amor, terror y otros misterios, junto con obras a Providencia tales como The Last Resort y un libro de la cocina de la isla. A mediados de los 80, viaja a Turquía, donde conoce de cerca al sufismo, lo que lo motiva a escribir su obra mística- pseudocientífica La Odisea de la Luz, donde establece un paralelo entre la filosofía sufista y los avances de la ciencia. Su epitafio reza, mitad en broma y mitad mostrando su visión del cosmos: "Aún hay más".

### La Nueva Prehistoria y otros cuentos (1967)
Este libro es el comienzo de Rebetez en la literatura fantástica. Copia tópicos ya ampliamente tratados como la bruja, la mutación, el vampiro, los piratas, los muertos vivientes y seres sobrenaturales con pocos aportes propios. Por otra parte, en algunos relatos propone paradojas, juegos de metaficción y crítica a la religión, representando esto lo más resaltable del texto. El fin de la humanidad tal y como la conocemos es un tema central de La Nueva Prehistoria, en el que se plantea que el hombre se encuentra en un punto de su evolución que lo puede hacer regresar a la barbarie a través de mutaciones o involuciones. La relativización de las costumbres humanas y la superación de roles binarios también forman parte de las principales propuestas de Rebetez. En La Nueva Prehistoria ya puede apreciarse las tesis gnósticas que luego dominarían el estilo del escritor colombiano.

### Ellos lo llaman amanecer y otros relatos (1996)
En Ellos lo llaman amanecer y otros relatos, Rebetez incluye 10 relatos de la Nueva Prehistoria y los complementa hasta formar un corpus de 22 relatos y un ensayo sobre la ciencia ficción. El fin del hombre y su deshumanizaciónsigue siendo un tema de preocupación para Rebetez. La tesis gnóstica del sufismo es apreciable mucho más en esta obra, y empieza a notarse en Rebetez esta corriente como posible salvación del hombre. A su vez, las historias de piratas, influencia de su residencia en las isla de Providencia, se hacen con un campo en el texto. En su ensayo sobre la ciencia ficción se deja ver que este género (y la literatura fantástica en general) han sido víctimas del Conflicto armado interno en Colombia, pues al no dejar arraigar la modernidad en el país, la ciencia ficción ha carecido de materia prima con la que nutrirse. No es posible cuestionar el impacto de la modernidad en unpaís que aún no la ha alcanzado.

### Cuentos de amor, terror y otros misterios (1998)
Cuentos de amor, terror y otros misterios constituiría el último libro de Rebetez en vida. Cuenta con un prólogo y dieciséis relatos, diez de ellos nuevos. En este volumen se hace claro el gnosticismo de Rebetez, que desde el prólogo manifiesta que cada relatos es un Kōan pensado a modo de acertijo o moraleja, cuya resolución permitiría al lector avanzar un poco en su ascenso espiritual. En Cuentos de amor la ciencia ficción y la fantasía han sido tomados como simples excusas para divulgar una especie de evangelio gnóstico de base sufí. Estos géneros serían simplemente otras lógicas para trascender el pensamiento binario. El temor de una involución o deshumanización ha sido superado por una nueva esperanza que sería este camino gnóstico hacia el conocimiento.

## Importancia Cultural
Por haber escrito la mayor parte de su obra en México, Rebetez ha sido considerado uno de los más importantes autores de ciencia ficción mexicanos. Al mismo tiempo, en Colombia es considerado como uno de los padres de la Ciencia ficción colombiana junto con Antonio Mora Vélez.

## Obras
Cuento
- Los ojos de la clepsidra: cuentos y poemas, México, Pájaro cascabel, 1964
- La nueva prehistoria y otros cuentos, México, Diana, 1967
- Ellos lo llaman amanecer y otros relatos, Bogotá, Tercer mundo, 1996
- Cuentos de amor, terror y otros misterios, Bogotá, Cooperativa editorial magisterio, 1998

Divulgación
- La ciencia ficción: cuarta dimensión de la literatura, México, SEP, 1966
- Rayo: el alquimista, Roldanillo, Ediciones Embalaje del Museo Rayo, 1990
- La odisea de la luz : ciencia y sufismo, Bogotá, Martínez Roca, 1997
- Providencia: el último refugio, Bogotá, Tercer mundo, 1998

Reseñas
- El libro de hoy, México, Diana, 1968

Como editor
- La ciencia ficción: breve antología del género, México, SEP, 1966
- San Andrés y Providencia: gastronomía isleña, Bogotá, Nueva gráfica digital, 1997
- Contemporáneos del porvenir, Bogotá, Espasa, 2000